# Nataša Krambergerová
Nataša Krambergerová (* 14. dubna 1983, Maribor) je slovinská publicistka a spisovatelka. Vystudovala komunikační vědy na Fakultě sociálních věd v Lublani. V současnosti žije v Berlíně a přispívá do slovinských, německých a italských periodik.

## Tvorba
V roce 2009 ji německá organizace Young Euro Connect označila za jednoho z nejslibnějších mladých evropských autorů.. Zásluhu na tom měla nejen její reportážní tvorba, ale i úspěšná prvotina Nebesa v robidah (Nebe v ostružiní) z roku 2007. Kniha s podtitulem "Román v příbězích" byla v roce 2008 ve Slovinsku nominována na cenu Kresnik, udělovanou nejlepší domácí próze.[zdroj?] Roku 2010 získala Cenu Evropské unie za literaturu.
Roku 2011 vydala Krambergerová ve spolupráci s ilustrátorkou Janou Kocjanovou svoji druhou knihu, román ve verších a obrazech Kaki vojaki. Je rovněž autorkou několika scénářů k dokumentárním filmům.
Román Nebe v ostružiní vyšel v roce 2014 česky v překladu Ilony Víchové.